# Shelby Lynne
Shelby Lynne (nacida Shelby Lynn Moorer, 22 de octubre de 1968, Quantico, Virginia) es una cantante y compositora estadounidense. El éxito de su álbum I Am Shelby Lynne, de 1999, la hizo ganar el Grammy a Mejor Nuevo Artista. También publicó un álbum de tributo a Dusty Springfield llamado Just a Little Lovin en 2008. Lynne es conocida por su distintiva voz de contralto.

## Inicios
Shelby Lynne nació en Virginia y creció en Mobile, Alabama donde asiste al Instituto Theodore. La música era importante para su familia. Su padre, quién trabajó como profesor de inglés y  agente correccional juvenil, tocaba la guitarra, mientras que su madre era cantante. Su padre también bebía en exceso. El 12 de agosto de 1986, cuándo Lynne tenía 17 años, su padre dispara y mata a su madre y después se quita la vida. Ella y su hermana más joven Allison Moorer son acogidas por parientes.

## Carrera

### Inicios
Lynne apareció en TNN show: Nashville Now en 1987. Pronto obtiene un contrato de grabación con Epic. Su primer registro para Epic fue un dúo con George Jones, "If I Could Bottle This Up", el cual llega al TOP 50 en 1988. En 1989 Epic une a Lynne con el productor Billy Sherrill para su álbum de debut: Sunrise. El siguiente de 1990, Tough All Over, tomó una orientación más country y el de 1991 Soft Talk encontraba a Lynne girando hacia el country pop.
Lynne coloca varias canciones en las listas country durante este periodo, pero ninguna consiguió entrar en el TOP 20. Los críticos generalmente consideraron su talento prometedor y gana el ACM de Nueva Vocalista en 1990.
Aun así, se cansa de la carencia de control sobre su imagen y dirección musical. Sale de Epic y firma con la etiqueta Morgan Creek, más pequeña, debutando en 1993 con Tentación, en los estilos Western swing y jazz de big band. La etiqueta cerró no mucho tiempo después y ella ficha por Magnatone para el álbum de 1995, Inquieto, el cual marca un regreso al estilo del country contemporáneo. Después, Lynne dejó de grabar durante varios años.  En esa época un proyecto notable fue su colaboración con Vince Gill en 1996, en el álbum High Lonesome Road, donde proporciona la voz de fondo y las armonías vocales en la canción "You And You Alone".
Vince Gill y Shelby Lynne cantaron la canción en el espectáculo de los premios CMA de 1997.

### Años intermedios
En 1998, Lynne se trasladó a Palm Springs, California. Para su siguiente registro trabaja con el productor y compositor Bill Bottrell. El resultado fue el confesional y ecléctico álbum de country alternativo I Am Shelby Lynne. "El álbum provino de mi rincón más vulnerable y desesperado,"  recuerda años más tarde y añade: " Pienso en él todos los días." Island Def Jam publicó el álbum en Inglaterra durante 1999 y en los EE. UU. el año siguiente, con aclamación de la crítica. En los 43.º Grammy Awards, en febrero de 2001,  gana el premio para Mejor Artista Nuevo. "Trece años y seis álbumes para conseguir llegar aquí," dijo Lynne durante su discurso de aceptación. Una de las canciones, "Dream Some", también aparece en la banda sonora de la película El diario de Bridget Jones.
Su álbum siguiente Love, Shelby, de 2001 fue producido por Glen Ballard y presentó un sonido más influido por el pop. El álbum recibió críticas mixtas. 
Lynne realizó un esfuerzo más personal en su siguiente álbum: Crisis de identidad, que produjo ella misma y grabó en gran parte en su estudio de casa y con pocos músicos adicionales. Muchas de las 12 pistas se centraron en temas oscuros, pero había también canciones más ligeras como "One With the Sun" (inspirada en una conversación con Willie Nelson). El álbum se publicó en Capitol Records en septiembre de 2003. Los críticos le dieron notas altas; en AllMusic Thom Jurek escribió, " No hay ninguna crisis de identidad aquí, solo la indeleble marca de una madura, intensa, y siempre comprometida artista." Suit Yourself (2005) también recibió elogios de los críticos. Aun así, ninguno de los dos fue un éxito comercial.

### Carrera reciente

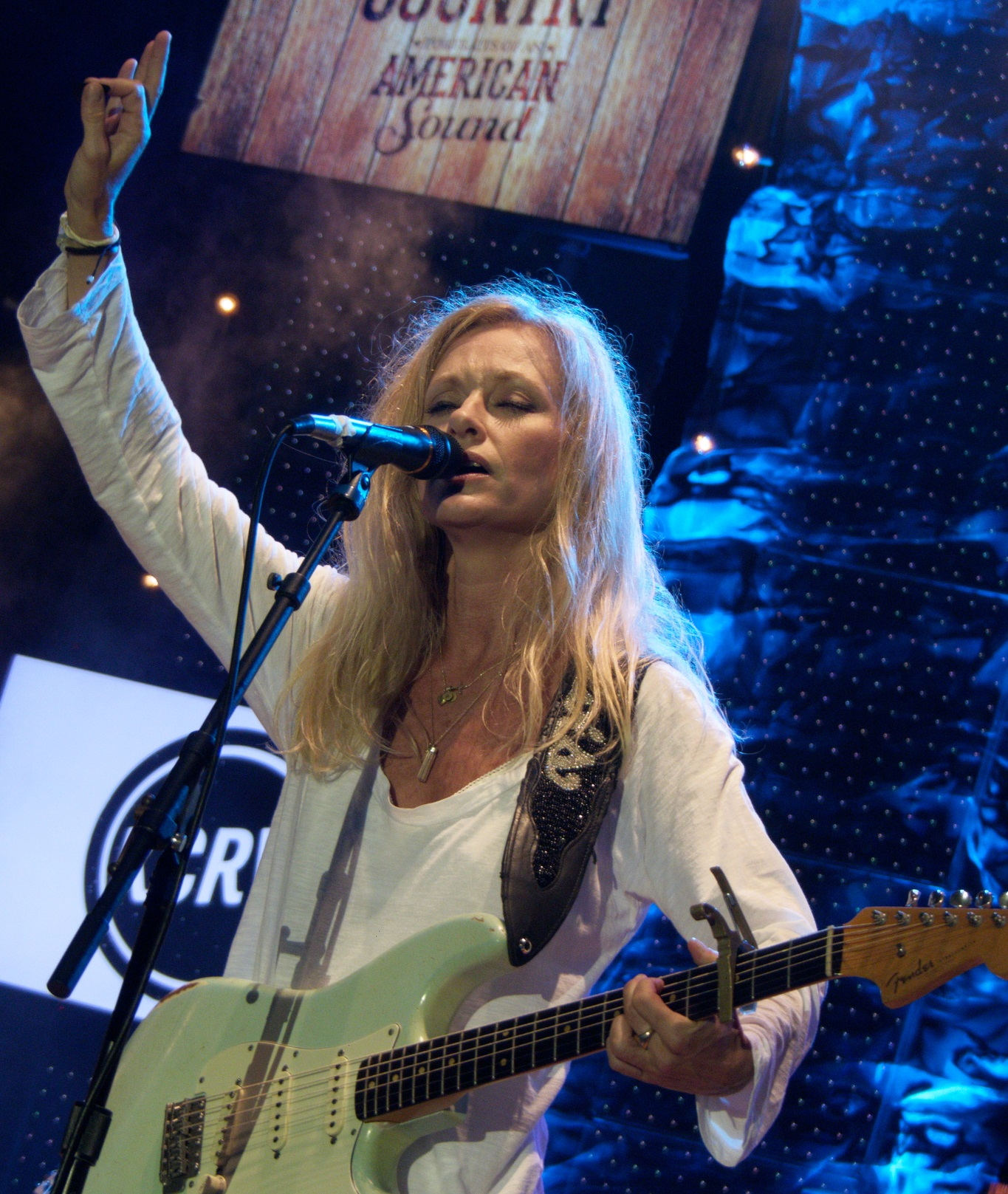
Lynne Actuando en 2014

Su álbum Just a Little Lovin', publicado en 2008 por Lost Highway Records, es un tributo a la cantante británica Dusty Springfield. El productor era Phil Ramone, quién había trabajado con Springfield en "La Mirada de Amor". Just a Little Lovin'  lograba el número 41 en la lista Billboard 200. La producción austera y extremadamente bien grabada del álbum, combinando con su selección de canciones ha hecho este álbum un disco favorito de audiófilo "demo" y como resultado el álbum ha sido reestrenado en vinilo de audiófilo grado 200g así como en SACD.
Siguiendo a una disputa con Lost Highway, Lynne empezó con su etiqueta propia, llamada Everso Records. "Planeo aprovechando mi libertad, trabajando duro y dejando fuera muchos registros,"  dijo en una entrevista. La primera publicación fue su álbum: Lágrimas , Mentiras y Coartadas (2010). Siguió un año más tarde Feliz Navidad, presentando clásicas como "El Tiempo de Navidad Está Aquí" y "Noche Santa". Después publica Revelation Road (2011), en el cual toca todos los instrumentos.
En 2013 publica el EP: Thanks con 5 nuevas canciones. Lynne graba Thanks al Everso Studio en Palm Desert, CA con el coproductor Ben Peeler, quien también toca la guitarra y hace coros. También participa Maxine Waters en el piano y vocales, Michael Jerome en la percusión y Ed Maxwell en el bajo, Wurlitzer, Moog y vocales.
I Can't Imagine, su álbum núm. 13 y el primero para Rounder Records, es la más bella e intensa colección de canciones desde I Am Shelby Lynne de 1999. Las canciones reflejan la panoplia de sus influencias del Southern soul, Crescent City R&B y California country a las raíces de Woody Guthrie, el roots blues y de Billie Holiday. I Can't Imagine es un trabajo inspirado de gran pureza y profundidad.

### Proyectos adicionales
Lynne cantó la canción de John Lennon "Mother" en Come Together: A Night for John Lennon's Words and Music, en octubre de 2001 y en el Teatro Within en el Tributo del 30 aniversario de Lennon, en noviembre de 2010.
Ha trabajado profesionalmente con su hermana Allison Moorer. En el álbum de Moorer en vivo: Show, publicado en 2003, Lynne actuó en tres dúos con su hermana. Lynne también escribió: "She Knows Where She Goes", una de las canciones que presentó en el álbum Mockingbird de 2008. Las dos hermanas actuaron en cinco conciertos juntas durante el qué llamaron: Side by Side tour. Los conciertos tuvieron lugar de octubre a diciembre de 2010 en San Francisco, Nueva York, Virginia y Alabama.
En 2002 canta un dúo con Raul Malo en su primer álbum Today. La canción se titula "Takes Two To Tango". En 2004 canta un dúo titulado: "Can't Go Back Home", en el álbum de Tony Joe White "Las Heroínas". En 2007 actúa en vocales de fondo en el cuarto álbum de Marc Cohn, Join the Parade.
Lynne ha hecho algunas actuaciones en la pantalla. Retrata a la madre, Carrie de Johnny Cash en 2005 en la película: Walk the Line. Aparece en un episodio de la serie dramática de Lifetime Mujeres del Ejército como una cantante country intentando reunirse con su hijo. Actúa también en un episodio de la serie de comedia de Starz: Head Case .

## Álbumes de estudio

### 1980s y 1990s
| Título                                  | Datos                                                                     | Peak chart positions | Peak chart positions | Peak chart positions | Peak chart positions |
| Título                                  | Datos                                                                     | US Country [1]       | US [2]               | US Heat [1]          | UK [3]               |
| --------------------------------------- | ------------------------------------------------------------------------- | -------------------- | -------------------- | -------------------- | -------------------- |
| Sunrise                                 | - Lanzamiento: 12 de septiembre de 1989 - Discográfica: Epic Records      | 61                   | —                    | —                    | —                    |
| Tough All Over                          | - Lanzamiento: 27 de junio de 1990 - Discográfica: Epic Records           | 31                   | —                    | —                    | —                    |
| Soft Talk                               | - Lanzamiento: 27 de agosto de 1991 - Discográfica: Epic Records          | 55                   | —                    | —                    | —                    |
| Temptation                              | - Lanzamiento: 6 de julio de 1993 - Discográfica: Mercury/Morgan Creek    | 55                   | —                    | 21                   | —                    |
| Restless                                | - Lanzamiento: 18 de julio de 1995 - Discográfica: Magnatone Records      | 72                   | —                    | —                    | —                    |
| I Am Shelby Lynne                       | - Lanzamiento: 10 de abril de 1999 - Discográfica: Mercury/Island Records | —                    | 165                  | 18                   | 94                   |
| "—" denotes releases that did not chart |                                                                           |                      |                      |                      |                      |

### 2000s y 2010s
| Título                                  | Datos                                                                           | Peak chart positions | Peak chart positions | Peak chart positions | Peak chart positions | Peak chart positions | Peak chart positions | Peak chart positions |
| Título                                  | Datos                                                                           | US [2]               | US Heat [1]          | US Indie [1]         | US Folk [4]          | US Rock [5]          | SWE [6]              | UK [3]               |
| --------------------------------------- | ------------------------------------------------------------------------------- | -------------------- | -------------------- | -------------------- | -------------------- | -------------------- | -------------------- | -------------------- |
| Love, Shelby                            | - Lanzamiento: 13 de noviembre de 2001 - Discográfica: Island Records           | 109                  | 1                    | —                    | —                    | —                    | —                    | 128                  |
| Identity Crisis                         | - Lanzamiento: 16 de septiembre de 2003 - Discográfica: Capitol Records         | 160                  | 5                    | —                    | —                    | —                    | —                    | —                    |
| Suit Yourself                           | - Lanzamiento: 24 de mayo de 2005 - Discográfica: Capitol Records               | —                    | 11                   | —                    | —                    | —                    | —                    | —                    |
| Just a Little Lovin'                    | - Lanzamiento: 29 de enero de 2008 - Discográfica: Lost Highway Records         | 41                   | —                    | —                    | —                    | —                    | 58                   | 129                  |
| Tears, Lies and Alibis                  | - Lanzamiento: 20 de abril de 2010 - Discográfica: Everso Records               | 108                  | —                    | 16                   | 3                    | 36                   | —                    | —                    |
| Revelation Road                         | - Lanzamiento: 18 de octubre de 2011 - Discográfica: Everso Records             | 169                  | —                    | 28                   | 6                    | 42                   | —                    | —                    |
| I Can't Imagine[7]                      | - Lanzamiento: 5 de mayo de 2015 - Discográfica: Rounder Records                | —                    | —                    | —                    | 5                    | —                    | —                    | —                    |
| Not Dark Yet (with Allison Moorer)      | - Lanzamiento: 18 de agosto de 2017 - Discográfica: Thirty Tigers, Silver Cross |                      |                      |                      |                      |                      |                      |                      |
| "—" denotes releases that did not chart |                                                                                 |                      |                      |                      |                      |                      |                      |                      |

## Navideños
| Título          | Datos                                                               | Peak chart positions | Peak chart positions |
| Título          | Datos                                                               | US Folk [4]          | US Holiday [8]       |
| --------------- | ------------------------------------------------------------------- | -------------------- | -------------------- |
| Merry Christmas | - Lanzamiento: 12 de octubre de 2010 - Discográfica: Everso Records | 9                    | 31                   |

## Compilaciones
| Título                                           | Datos                                                                |
| ------------------------------------------------ | -------------------------------------------------------------------- |
| This Is Shelby Lynne: The Best of the Epic Years | - Lanzamiento: 8 de agosto de 2000 - Discográfica: Epic Records      |
| Epic Recordings                                  | - Lanzamiento: 19 de septiembre de 2000 - Discográfica: Epic Records |
| The Definitive Collection                        | - Lanzamiento: 29 de agosto de 2006 - Discográfica: Hip-O Records    |

## Singles

### 1980s y 1990s
| Año                                     | Sencillo                                        | Peak chart positions | Peak chart positions | Álbum             |
| Año                                     | Sencillo                                        | US Country [9]       | CAN Country [10]     | Álbum             |
| --------------------------------------- | ----------------------------------------------- | -------------------- | -------------------- | ----------------- |
| 1989                                    | "Under Your Spell Again"                        | 93                   | —                    | N/A               |
| 1989                                    | "The Hurtin' Side"                              | 38                   | —                    | Sunrise           |
| 1989                                    | "Little Bits and Pieces"                        | 62                   | 85                   | Sunrise           |
| 1990                                    | "I'll Lie Myself to Sleep"                      | 26                   | 37                   | Tough All Over    |
| 1990                                    | "Things Are Tough All Over"                     | 23                   | 19                   | Tough All Over    |
| 1991                                    | "What About the Love We Made"                   | 45                   | 86                   | Tough All Over    |
| 1991                                    | "The Very First Lasting Love" (with Les Taylor) | 50                   | 41                   | Soft Talk         |
| 1991                                    | "Don't Cross Your Heart"                        | 54                   | 95                   | Soft Talk         |
| 1993                                    | "Feelin' Kind of Lonely Tonight"                | 69                   | —                    | Temptation        |
| 1993                                    | "Tell Me I'm Crazy"                             | —                    | —                    | Temptation        |
| 1995                                    | "Slow Me Down"                                  | 59                   | —                    | Restless          |
| 1995                                    | "I'm Not the One"                               | —                    | —                    | Restless          |
| 1996                                    | "Another Chance at Love"                        | —                    | —                    | Restless          |
| 1999                                    | "Your Lies"                                     | —                    | —                    | I Am Shelby Lynne |
| "—" denotes releases that did not chart |                                                 |                      |                      |                   |

### 2000s y 2010s
| Año                                     | Sencillo                           | Peak chart positions | Peak chart positions | Peak chart positions | Peak chart positions | Álbum                |
| Año                                     | Sencillo                           | US AC [9]            | US Adult [9]         | CAN AC [11]          | UK [12]              | Álbum                |
| --------------------------------------- | ---------------------------------- | -------------------- | -------------------- | -------------------- | -------------------- | -------------------- |
| 2000                                    | "Leavin'"                          | —                    | —                    | 71                   | 73                   | I Am Shelby Lynne    |
| 2000                                    | "Gotta Get Back"                   | 26                   | —                    | —                    | —                    | I Am Shelby Lynne    |
| 2001                                    | "Killin' Kind"                     | —                    | 30                   | —                    | —                    | Love, Shelby         |
| 2002                                    | "Wall in Your Heart"               | 22                   | —                    | —                    | —                    | Love, Shelby         |
| 2003                                    | "Telephone"                        | —                    | —                    | —                    | —                    | Identity Crisis      |
| 2003                                    | "Lonesome"                         | —                    | —                    | —                    | —                    | Identity Crisis      |
| 2005                                    | "I Won't Die Alone"                | —                    | —                    | —                    | —                    | Suit Yourself        |
| 2005                                    | "Go with It"                       | —                    | —                    | —                    | —                    | Suit Yourself        |
| 2007                                    | "Anyone Who Had a Heart"           | —                    | —                    | —                    | —                    | Just a Little Lovin' |
| 2011                                    | "Revelation Road"                  | —                    | —                    | —                    | —                    | Revelation Road      |
| 2012                                    | "Heaven's Only Days Down the Road" | —                    | —                    | —                    | —                    | Revelation Road      |
| "—" denotes releases that did not chart |                                    |                      |                      |                      |                      |                      |

## Otros singles

### Singles en colaboración
| Año                                     | Sencillo                    | Artista       | Peak chart positions | Peak chart positions | Álbum                   |
| Año                                     | Sencillo                    | Artista       | US Country           | NLD                  | Álbum                   |
| --------------------------------------- | --------------------------- | ------------- | -------------------- | -------------------- | ----------------------- |
| 1988                                    | "If I Could Bottle This Up" | George Jones  | 43                   | —                    | Friends in High Places  |
| 1990                                    | "Tomorrow's World"          | Various       | 74                   | —                    | N/A                     |
| 2003                                    | "Going Down"                | Alison Moorer | —                    | —                    | Show                    |
| 2004                                    | "Run Away"                  | Live          | —                    | 41                   | Awake: The Best of Live |
| "—" denotes releases that did not chart |                             |               |                      |                      |                         |

## Vídeos
| Año  | Video                                           | Director                     |
| ---- | ----------------------------------------------- | ---------------------------- |
| 1989 | "The Hurtin' Side"[13]                          |                              |
| 1990 | "I'll Lie Myself to Sleep"[14]                  | Deaton-Flanigen Productions  |
| 1990 | "Things Are Tough All Over"                     |                              |
| 1991 | "The Very First Lasting Love" (with Les Taylor) | Deaton-Flanigen Productions  |
| 1993 | "Feeling Kind of Lonely Tonight"[15]            | Michael Berkofsky            |
| 1993 | "Tell Me I'm Crazy"[16]                         | Michael Berkofsky            |
| 1995 | "Slow Me Down"[17]                              | Steven Goldmann              |
| 1995 | "I'm Not the One"[18]                           | Roger Pistole                |
| 1996 | "Another Chance at Love"[19]                    | Roger Pistole                |
| 1999 | "Your Lies"[20]                                 |                              |
| 2000 | "Your Lies" (version 2)                         |                              |
| 2001 | "Gotta Get Back"[21]                            | Randee St. Nicholas          |
| 2002 | "Killin' Kind"[22]                              | Hype Williams                |
| 2002 | "Wall in Your Heart"[23]                        | Randee St. Nicholas          |
| 2004 | "Run Away" (with Live)[24]                      | Mary Lambert                 |
| 2005 | "Go with It"[25]                                | Eric Cochran/Alex Hedison    |
| 2008 | "Anyone Who Had a Heart"[26]                    | Stephen Scott/Brendan Steacy |
| 2012 | "Heaven's Only Days Down the Road"[27]          | darkenergymedia              |
| 2015 | "Paper Van Gogh"                                | Alexandra Hedison            |

## Premios
Grammy 2001: Premio a Nuevo Mejor Artista

La Academia de Música Country le otorga en 1990 el premio a Mejor Nueva Vocalista Femenina del Año.
En el 2016 le ha sido concedido el Premio al Artista Pionero de Americana de los Americana Music Honors & Awards, por la Americana Music Association.